# (734) Benda
(734) Benda ist ein Asteroid des Hauptgürtels, der am 11. Oktober 1912 vom österreichischen Astronomen Johann Palisa in Wien entdeckt wurde. 
Der Asteroid ist nach Anna Benda, der Ehefrau des Entdeckers, benannt.